# Marcel Molle
Marcel Molle (Nijmegen, 1964) is een Nederlandse persfotograaf.
Hij voltooide zijn studie fotografie aan de MTS fotografie in Den Haag in 1988. Sinds 1990 is hij actief als fotojournalist voor De Volkskrant. In 2000 ontving hij de Zilveren Camera voor een serie over voetbalrellen in Rotterdam en werd bekroond tot fotojournalist van het jaar 1999. 
In de jaren daarna ontwikkelde hij zich vooral in de commerciële sector en verzorgde een aantal grote (wervings)campagnes, onder andere voor de rijksoverheid, de politie en Deloitte. Sinds een aantal jaren maakt hij ook (korte) films en reclamefilms.
Van maart 2015 tot augustus 2019 was Molle voorzitter van de Stichting Zilveren Camera. 
Vanaf september 2019 is Marcel Molle directeur van de stichting.

## Publicatie
- Marcel Molle, Photography. Haarlem, Transworld Features, 1997
- Marcel Molle & Michaël Zeeman, Momenten uit de stroom. Amsterdam, De Volkskrant, 2000